# Sintula spiniger
Sintula spiniger is een spinnensoort in de taxonomische indeling van de hangmatspinnen (Linyphiidae).
Het dier behoort tot het geslacht Sintula. De wetenschappelijke naam van de soort werd voor het eerst geldig gepubliceerd in 1935 door Balogh.